# Крамер, Джоуи
Джозеф (Джоуи)  Майкл Крамер (англ. Joseph Michael Kramer; 21 июня 1950, Бронкс, США) — американский барабанщик, известный участием в группе Aerosmith.

## Биография
Джоуи Крамер был старшим сыном в семье обычного продавца, у него есть ещё три младших сестры. Увлекаться игрой на барабанах музыкант начал в 14 лет и, по его собственному признанию, выбор музыкального инструмента был сделан в знак протеста — из-за большой шумности. В итоге родители запретили ему репетировать дома и Джоуи стал играть только на репетиционных базах.
В 15-летнем возрасте начал участие в своей первой группе — The Medallions, а через три года, сменив десять групп, присоединился к Aerosmith.
Именно Джоуи предложил название «Aerosmith». Также он обучал Роба Бурдона из Linkin Park.

## Оборудование
У Джоуи тарелки и палочки Zildjian, барабаны Ludwig и пластики Remo.
Барабаны
14 X 24 Бас барабан
9 X 13 Том
16 X 16 Напольный том
16 X 18 Напольный том
6.5 X 14 Подписной малый барабан Joey Kramer Signature
Тарелки
14 A New Beat Хай-хэт
20 A Custom Projection Крэш
19 A Custom Projection Крэш
21 Z Custom Mega Bell Райд
20 A Medium Thin Крэш
15 A New Beat Хай-хэт
20 A Custom Projection Крэш
19 K Custom Hybrid Чайна
Палочки
Joey Kramer Artist Series (Длина: 16 1/4" | Диаметр : 0.550")
Пластики
Remo.